# Nantong, Chongqing
Nantong (kinesiska: 南桐) är en köping i sydvästra Kina. Den ligger i stadsdistriktet Qijiang i storstadsområdet Chongqing, omkring 76 kilometer söder om det centrala stadsdistriktet Yuzhong. Antalet invånare är 46 684. Befolkningen består av 22 954 kvinnor och 23 730 män. Barn under 15 år utgör 12,0 %, vuxna 15-64 år 73 %, och äldre över 65 år 13,0 %.